# Anisozyga pagenstecheri
Anisozyga pagenstecheri är en fjärilsart som beskrevs av Semper 1902. Anisozyga pagenstecheri ingår i släktet Anisozyga och familjen mätare. Inga underarter finns listade i Catalogue of Life.